# Скопцов Костянтин Михайлович
Костянти́н Миха́йлович Скопцо́в (нар. 13 грудня, 1958, Одеса, СРСР) — український художник, графік, живописець, ілюстратор.

## Життєпис
Народився в Одесі. Закінчив 8-річну школу, потім працював на виробництві токарем, слюсарем-випробувачем. Паралельно займався графікою та книжковою ілюстрацією. Служив у ВПС СРСР, після служби в армії намагався вступити до мистецьких навчальних закладів Москви та Одеси, але не склав вступні іспити. Пізніше почав позиціонувати себе як андеґраундний художник і відмовився від подальших спроб отримати художню освіту.

## Творчість
Виставкову діяльність веде з 1976 року, переважно це були «квартирники», експозиції у фоє кафе і кінотеатрів. З кінця 80-х років виставляється в галереях і музеях.
У 2000 році Скопцов познайомився з Темістоклем Вірстою — знаменитим художником-абстракціоністом, який жив у Парижі. Дружба з Вірстою зіграла величезну роль у творчості Костянтина Скопцова. Він став представником Паризької артасоціації «Фенікс» в Україні і отримав можливість виставлятися в Парижі, в рамках проєкту «Паризька школа українського живопису».
У 2004 році за серію ілюстрацій до «Чорного трилисника» Анрі де Реньє лицарський орден Sovereign Military Hospitaller Order of Saint John нагородив Костянтина Скопцова дипломом за досягнення в мистецтві.
За серію ілюстрацій до творів Данте і есе про фресках Джотто в храмі Святого Франциска в Ассізі (Італія) Костянтина Скопцова приймають в Російсько-італійську академію Ferroni. [Архівовано 27 січня 2019 у Wayback Machine.]
На цей час працює в жанрі кабінетної графіки, книжкової графіки та графічної живопису. Для визначення стилю своїх робіт використовує філософський термін «семантичний реалізм». Попередниками семантичного реалізму як художнього стилю художник Скопцов вважає Ієроніма Босха і Пітера Брейгеля Старшого. На підставі його висловлювань про це і деякій візуальній подібності картин преса називає Костянтина Скопцова «Одеським Босхом».
Художник живе і працює в Одесі.

## Цитати
- Про графіку та живопис: "Лінія висловлює все постійне, колір — минуще. Лінією, що панує в цьому світі, вирішено все — вона суто абстрактний символ; вона передає і характер предмета і єдність оповіді, визначає загальну атмосферу і фіксує ваші відчуття. Тут реальність може служити для мистецтва лише першою відправною точкою подорожі в країну, де живе Ідея, «зодягнена в чуттєву форму».[5]
- Про андеґраунд: «Справжній живопис завжди був, є і буде аутсайдерським, таким, що знаходиться за межами болота мистецького життя і завжди далеко від ремісничої артгодівниці. Це сіль, без якої мистецтво стає прісним, це огранювання і, за визначенням Кокто, аристократизм творчості. Тільки дивлячись на твори викинутих в свій час за кордон цехового ремесла Ван Гога, Гогена, Модільяні, люди отримують інформацію про фундаментальні і глибинні причини живопису».[6]

## Цитати про нього
- Художній критик Станіслав Айдинян: «Його [Костянтина Скопцова] ім'я — серед найбільш талановитих графіків Одеси. Костянтин і художник, і поет, хоча відомий також як своєрідний філософ, мислитель, який апелює до тонкого занурення в підсвідомість. Творчість його поєднує в собі і аванґард і традицію, містику і розкуто-примхливу образність… Це стосується як його „візуально-художніх“, так і літературно-поетичних дослідів».[7]
- Журналіст Віктор Тимошенко: «Сюжети [графіки Костянтина Скопцова] навіяні стародавніми китайськими і японськими поетами, двовіршами їх геніальних творінь. Залишається загадкою, як Костянтин Скопцов „матеріалізує“, наповнює чистий аркуш паперу снами, примарами, „фантомами“, жахами, потойбічними світами далекого, незнайомого нам часу».[8]

## Галерея

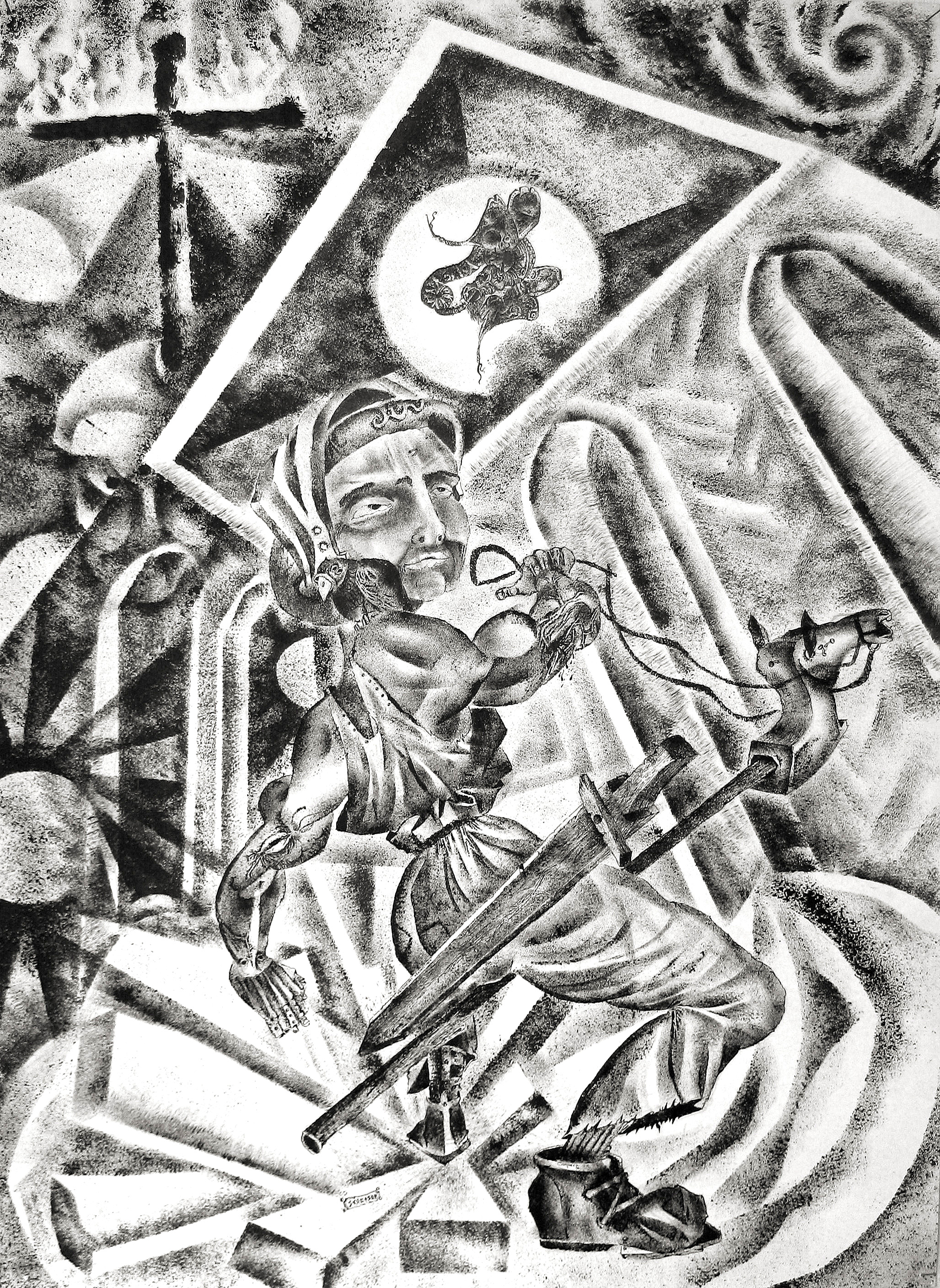
Автопортрет художника
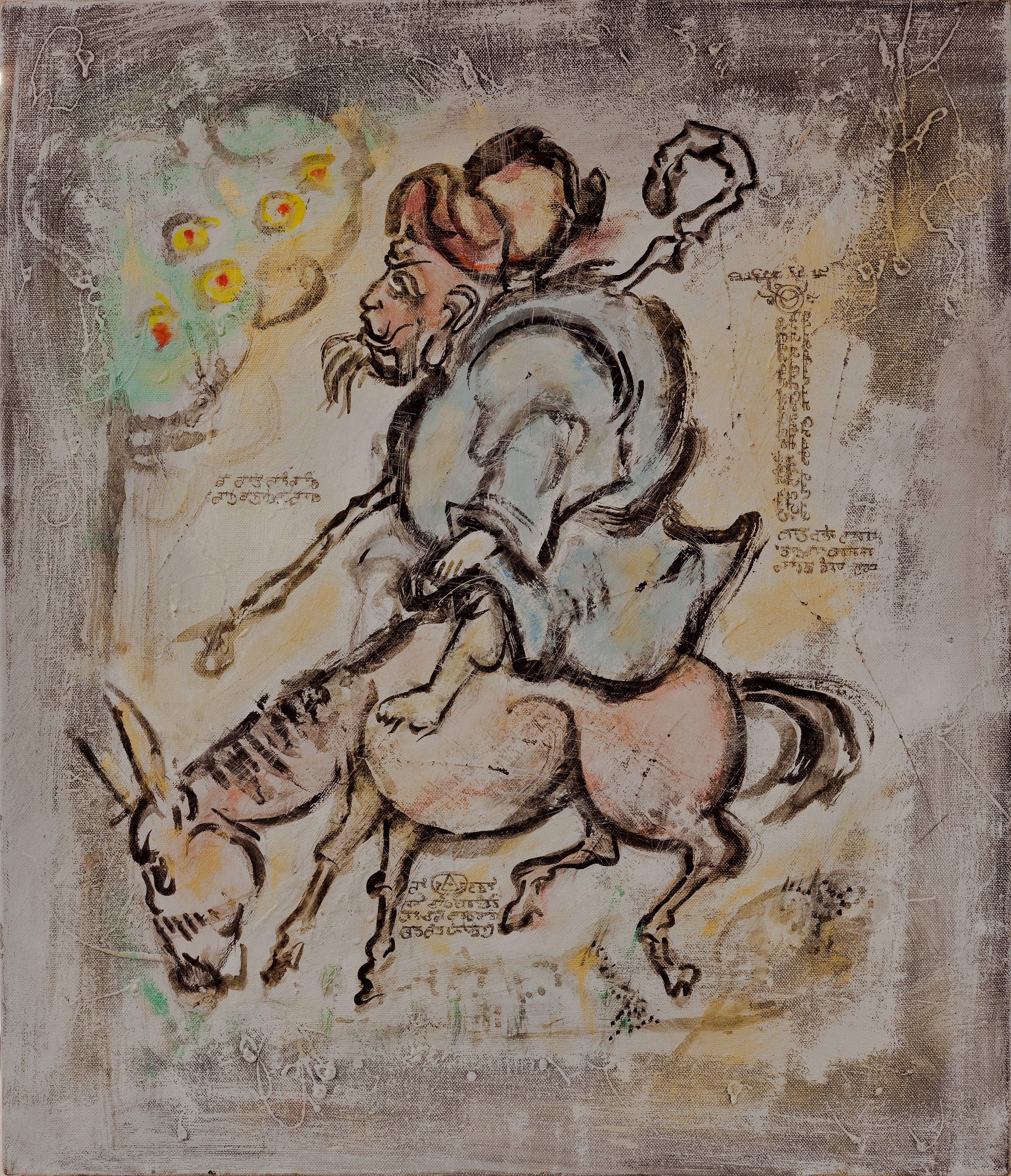
«Суфій верхи на віслюку»
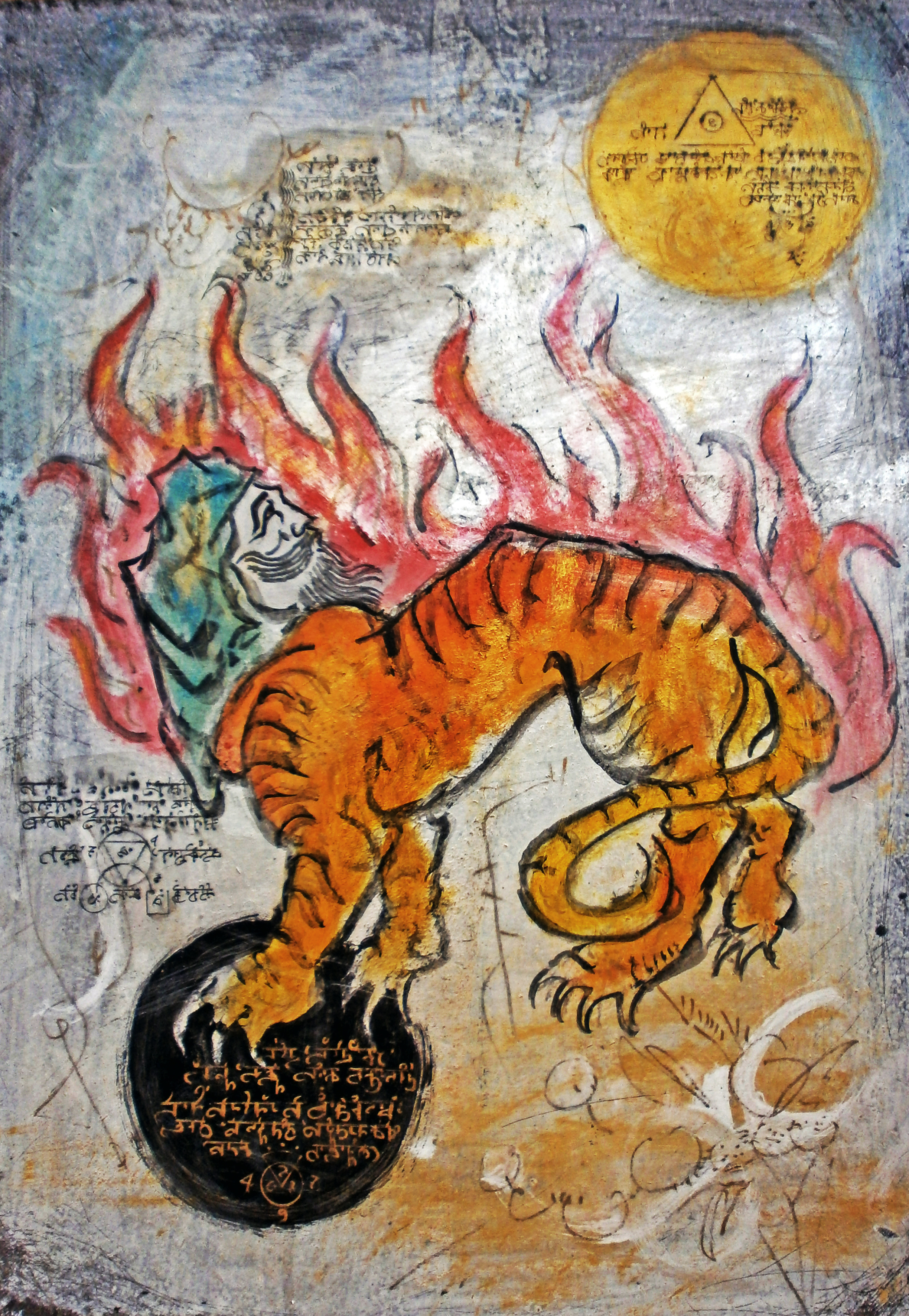
«Майстер, який підкорив Льва всередині себе і став Вогняним Львом»
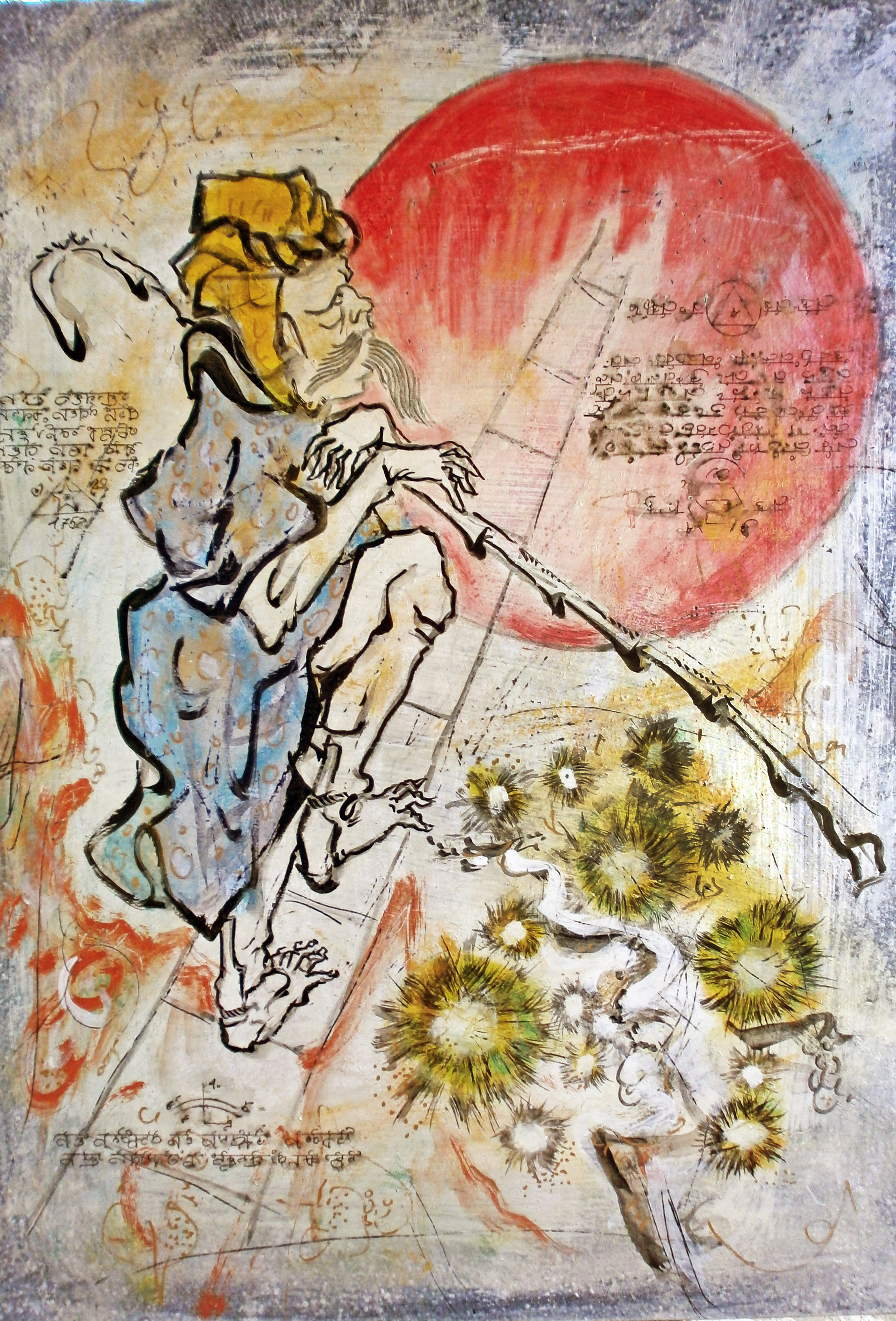
«Майстер і Шлях Сходження»
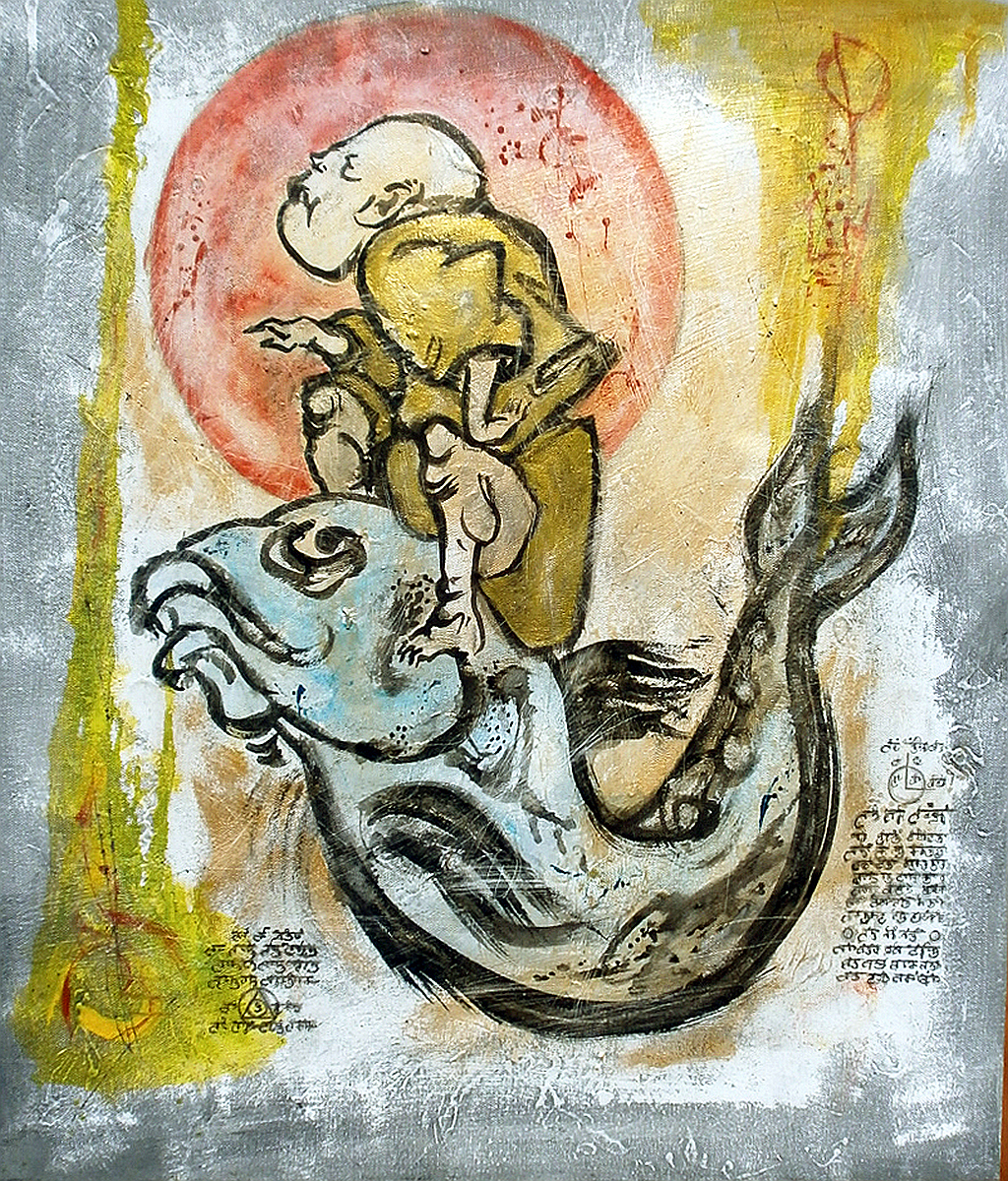
«Даоське розуміння неба»
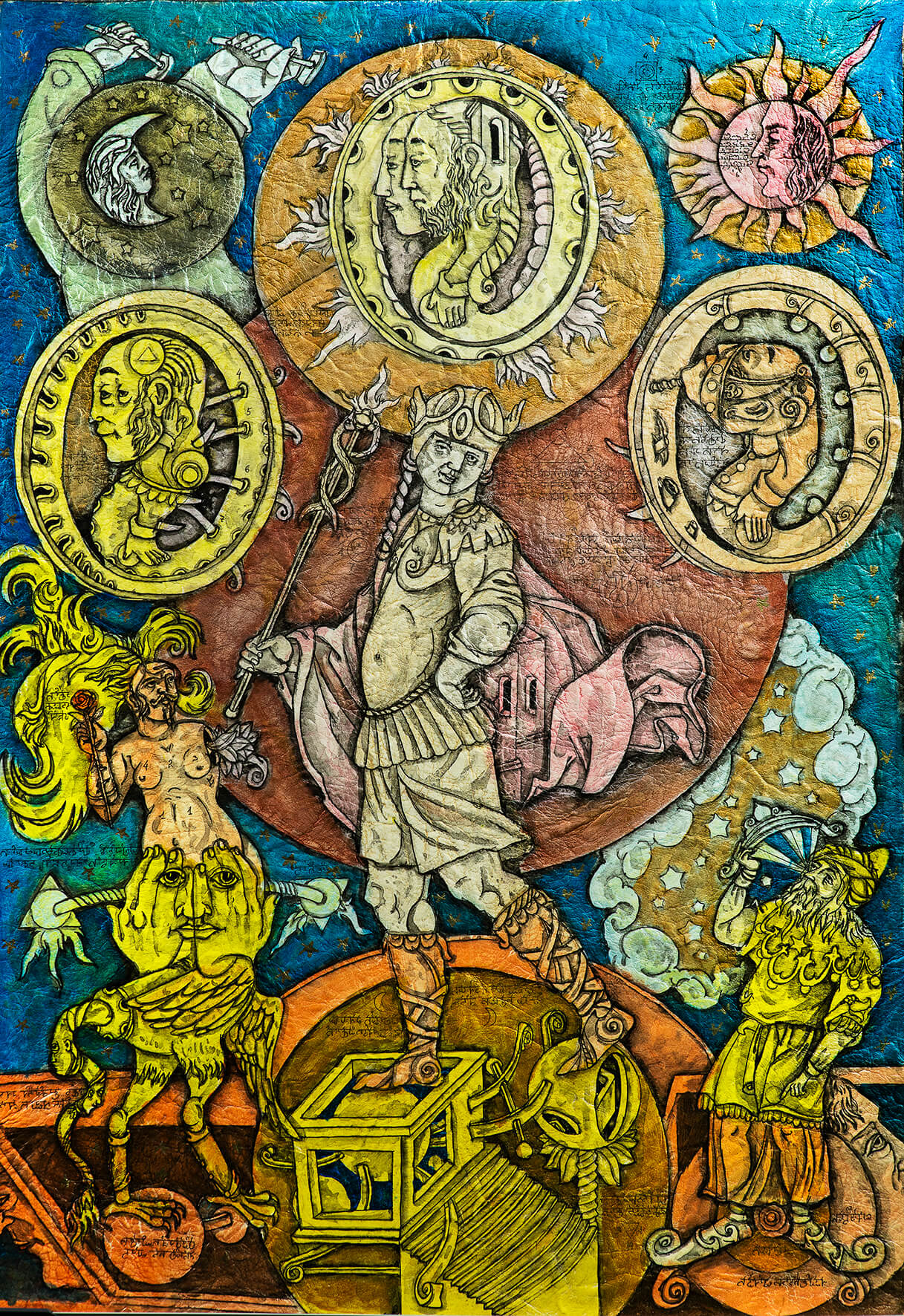
Mercurius ter Maximus
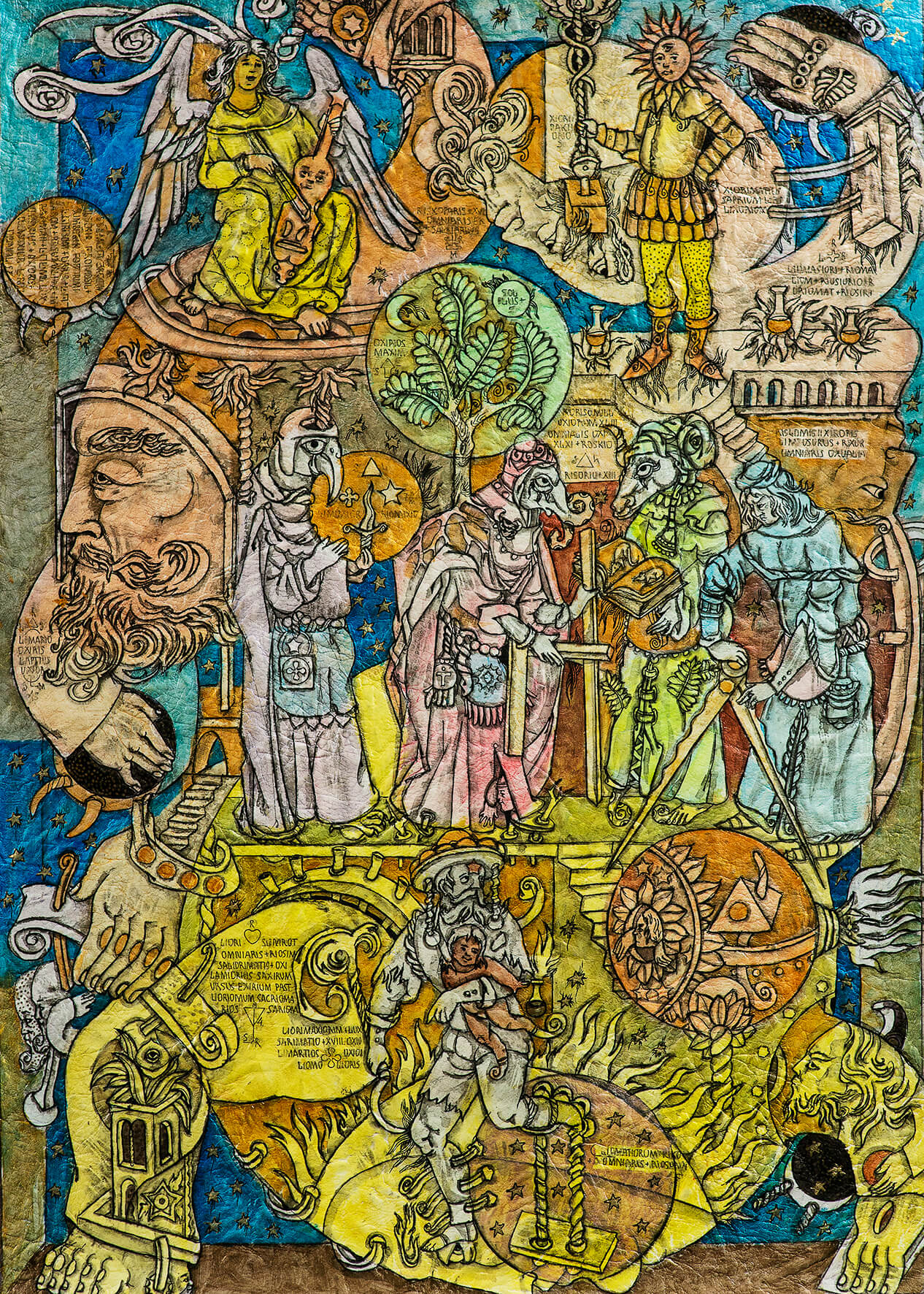
«Скрижаль Гермеса»
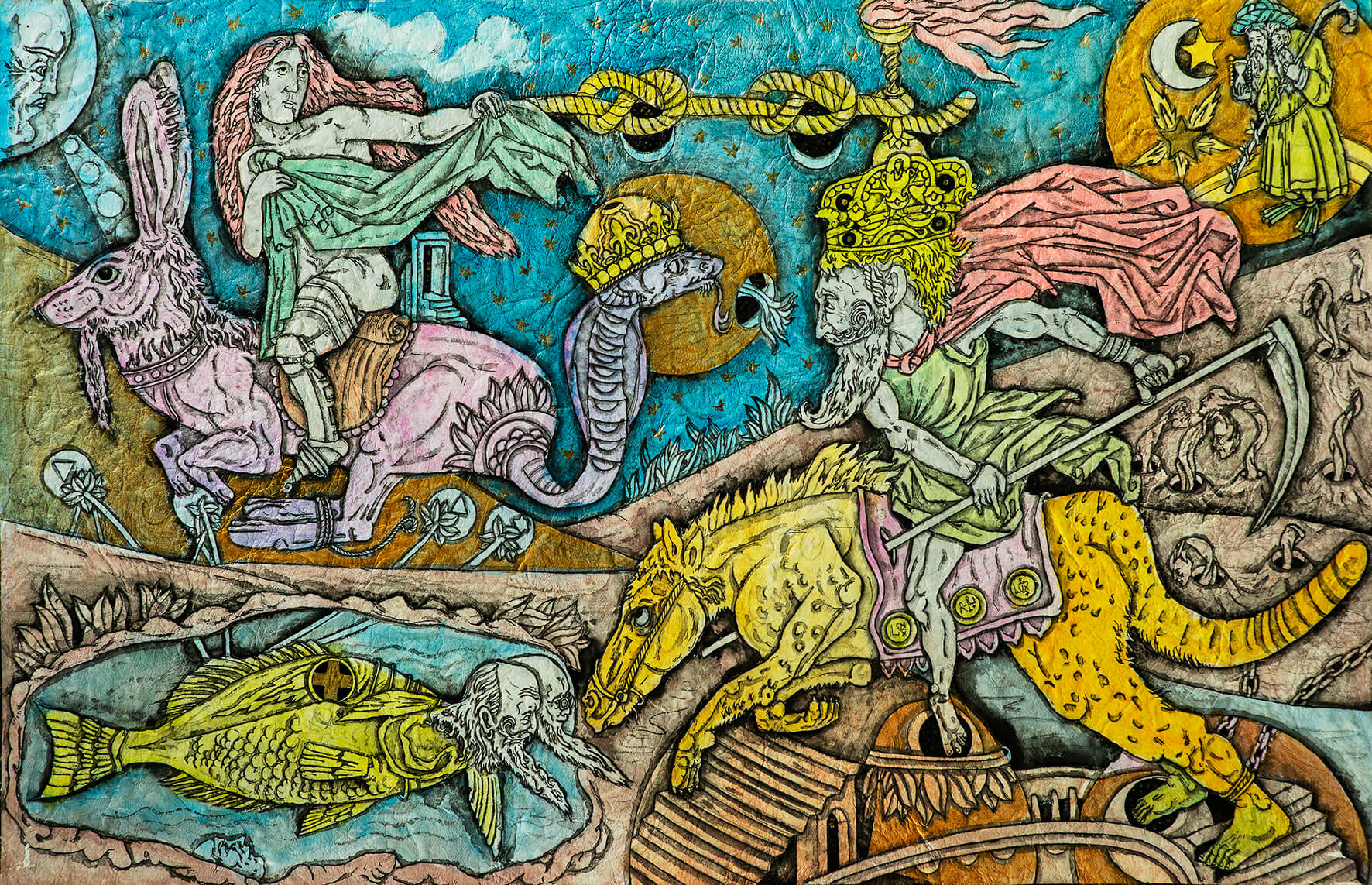
«Владика Часу»
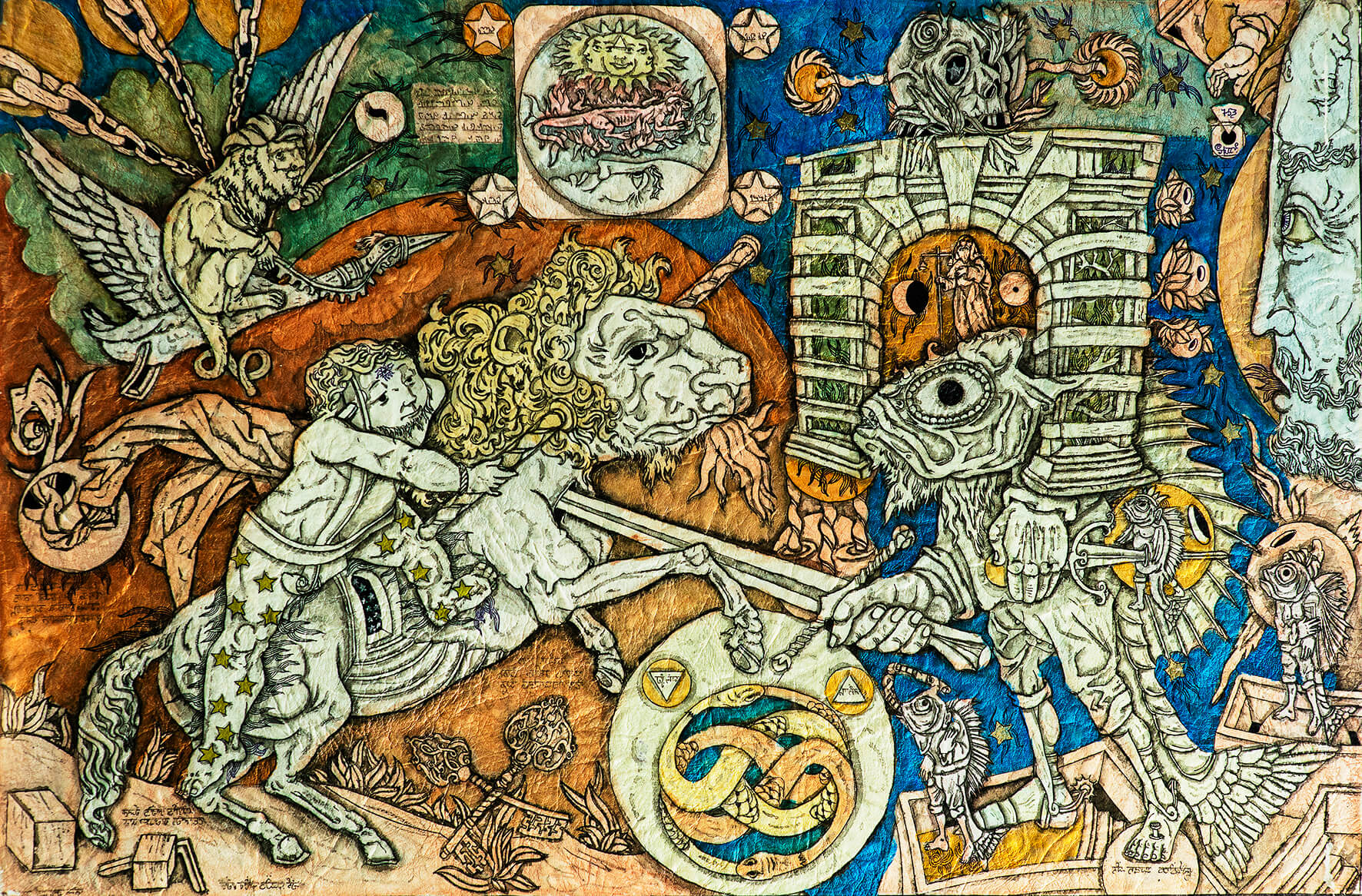
«Битва Льва з Рибою»
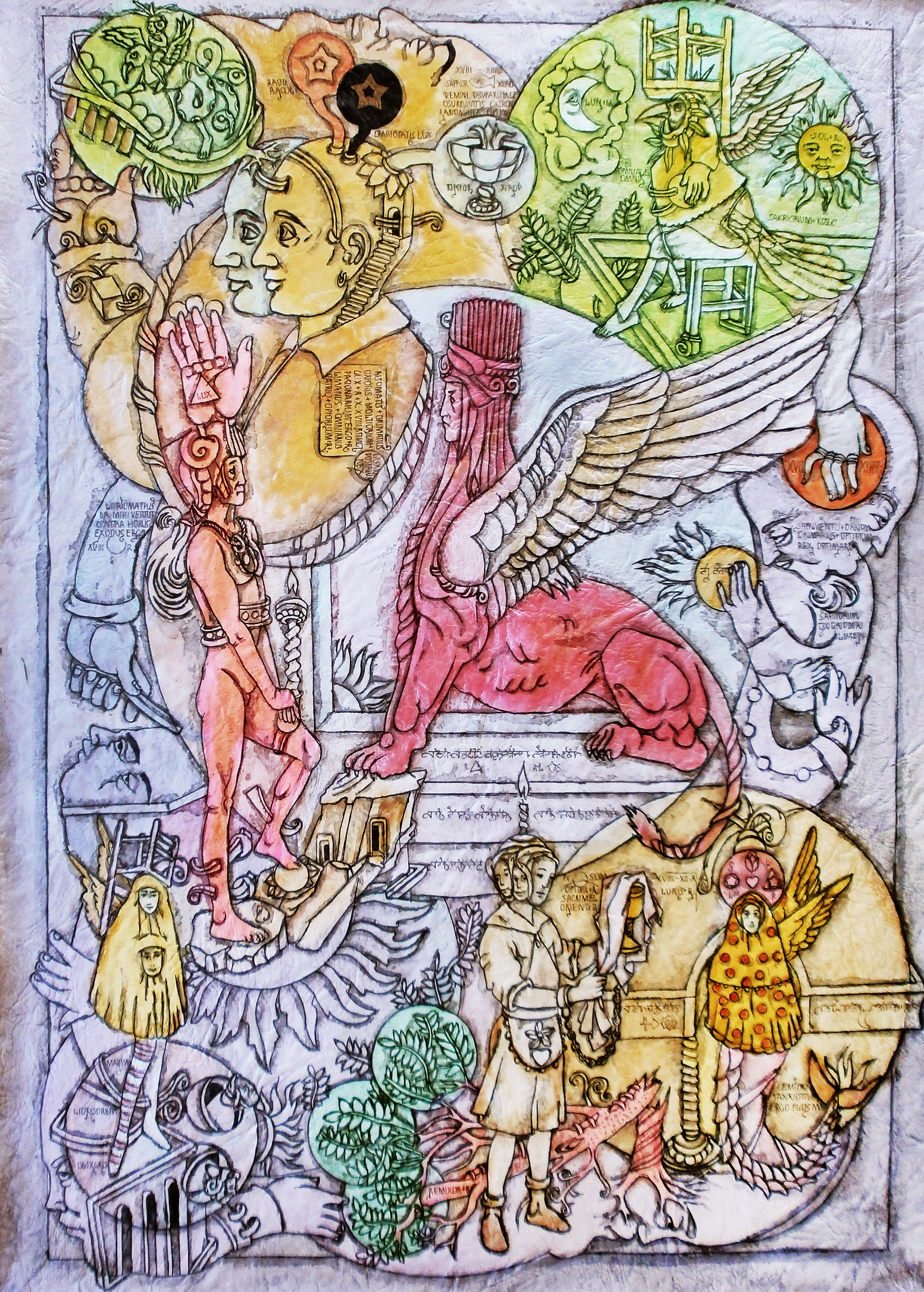
«Містерія Сфінкса»
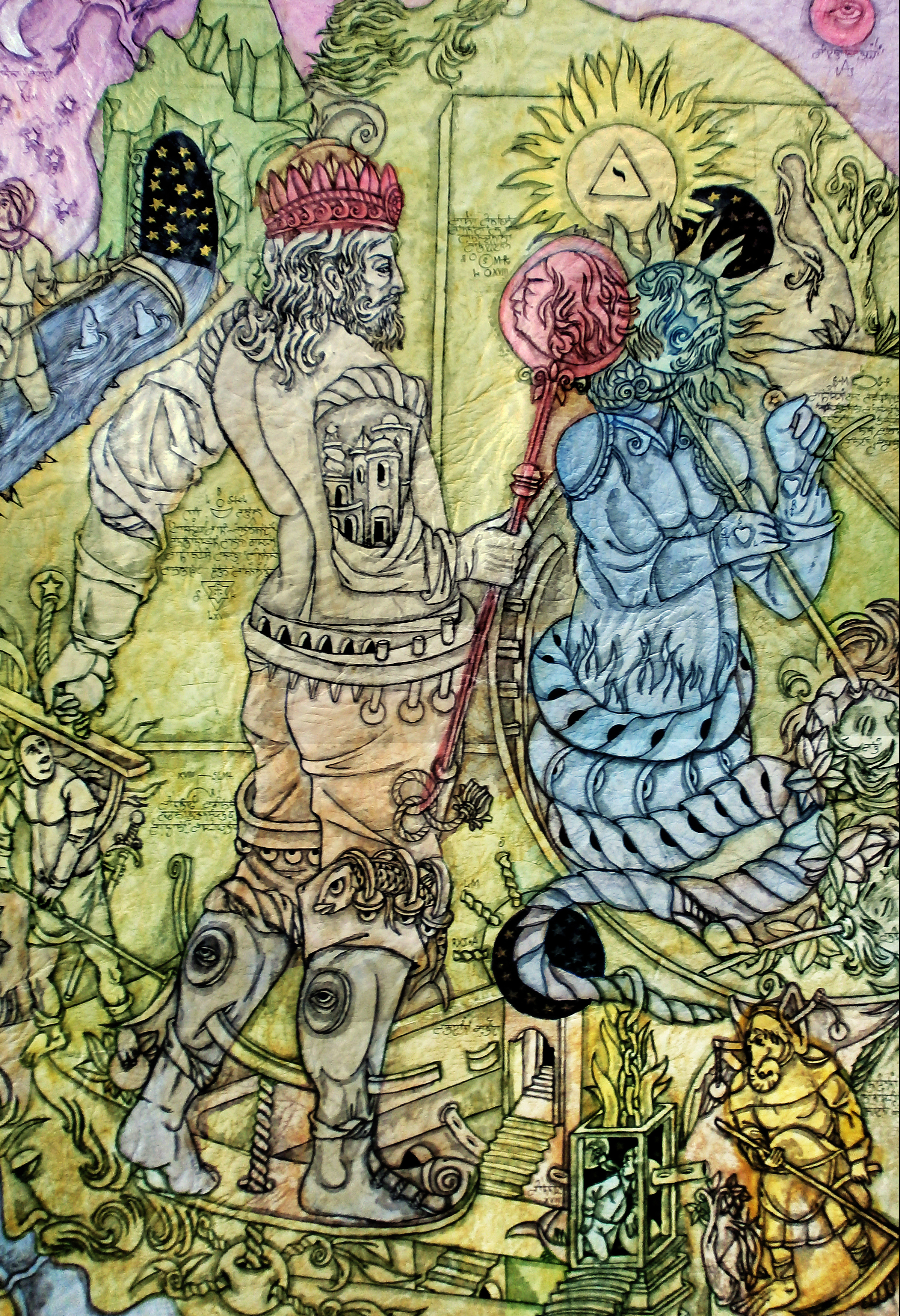
«Першоматерія Філософський камінь»
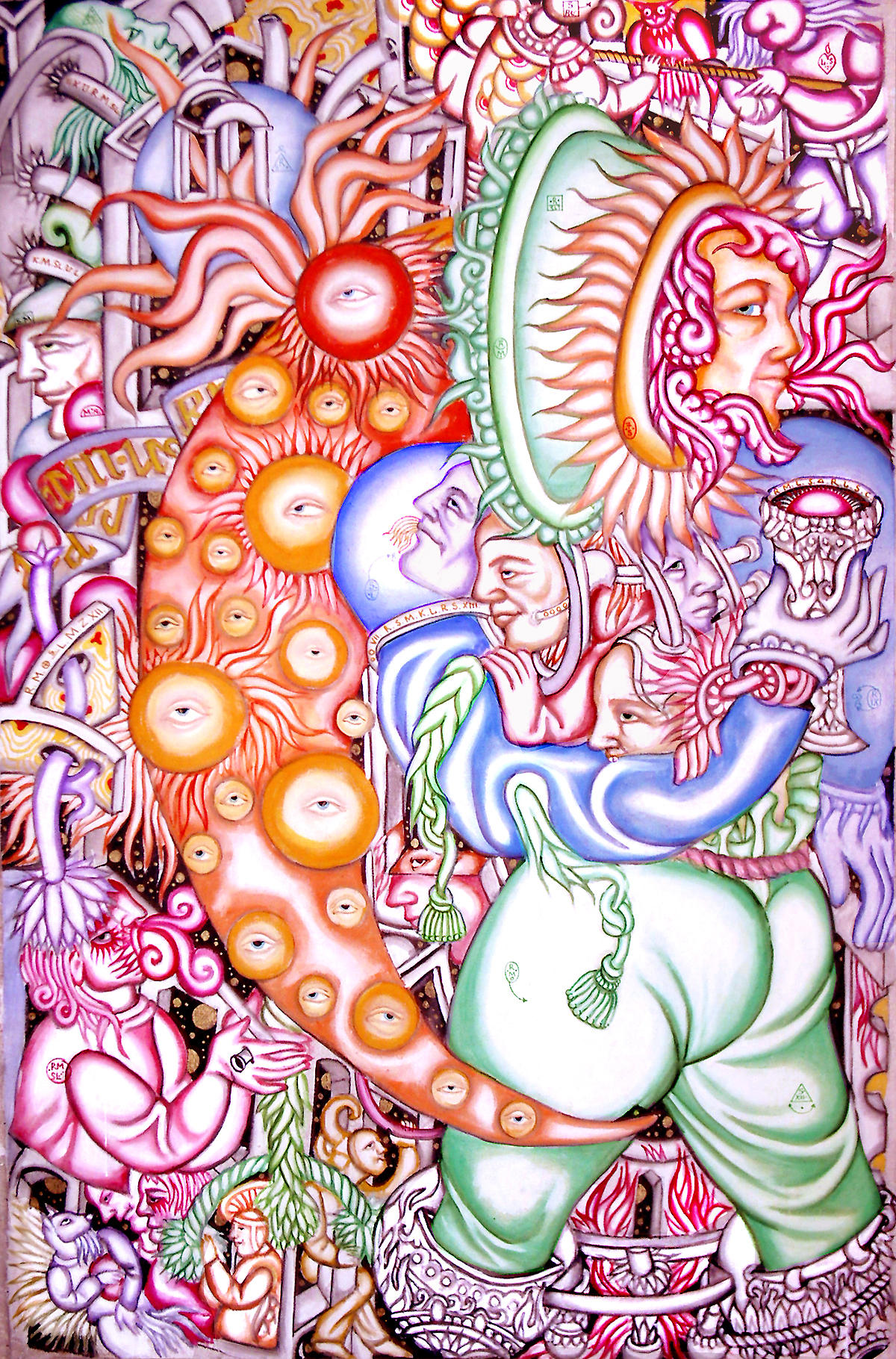
«Книга Таємниці Сонця» з циклу «Книги Просперо»
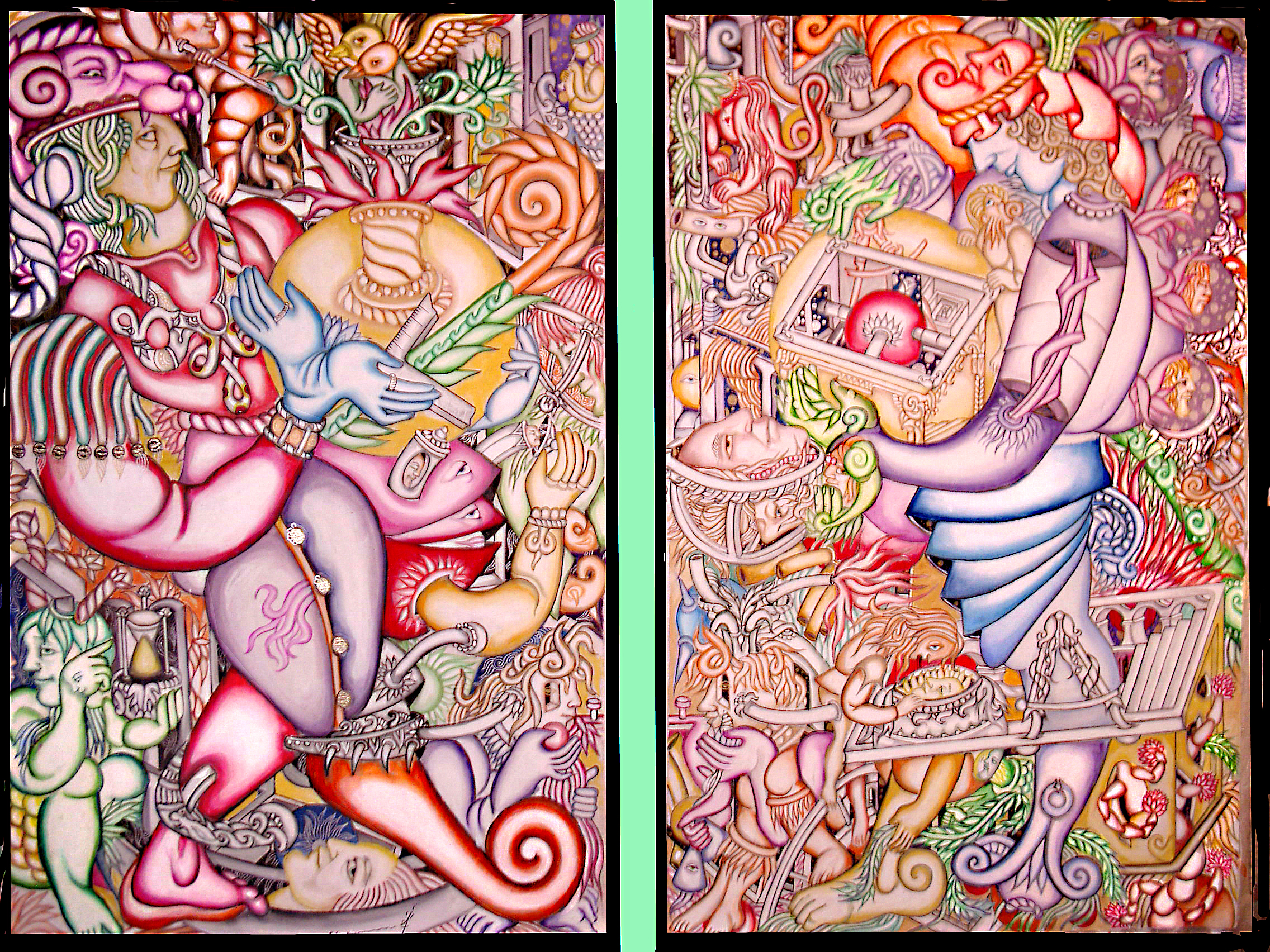
Диптих «Книга відповідностей і пропорцій» з циклу «Книги Просперо»
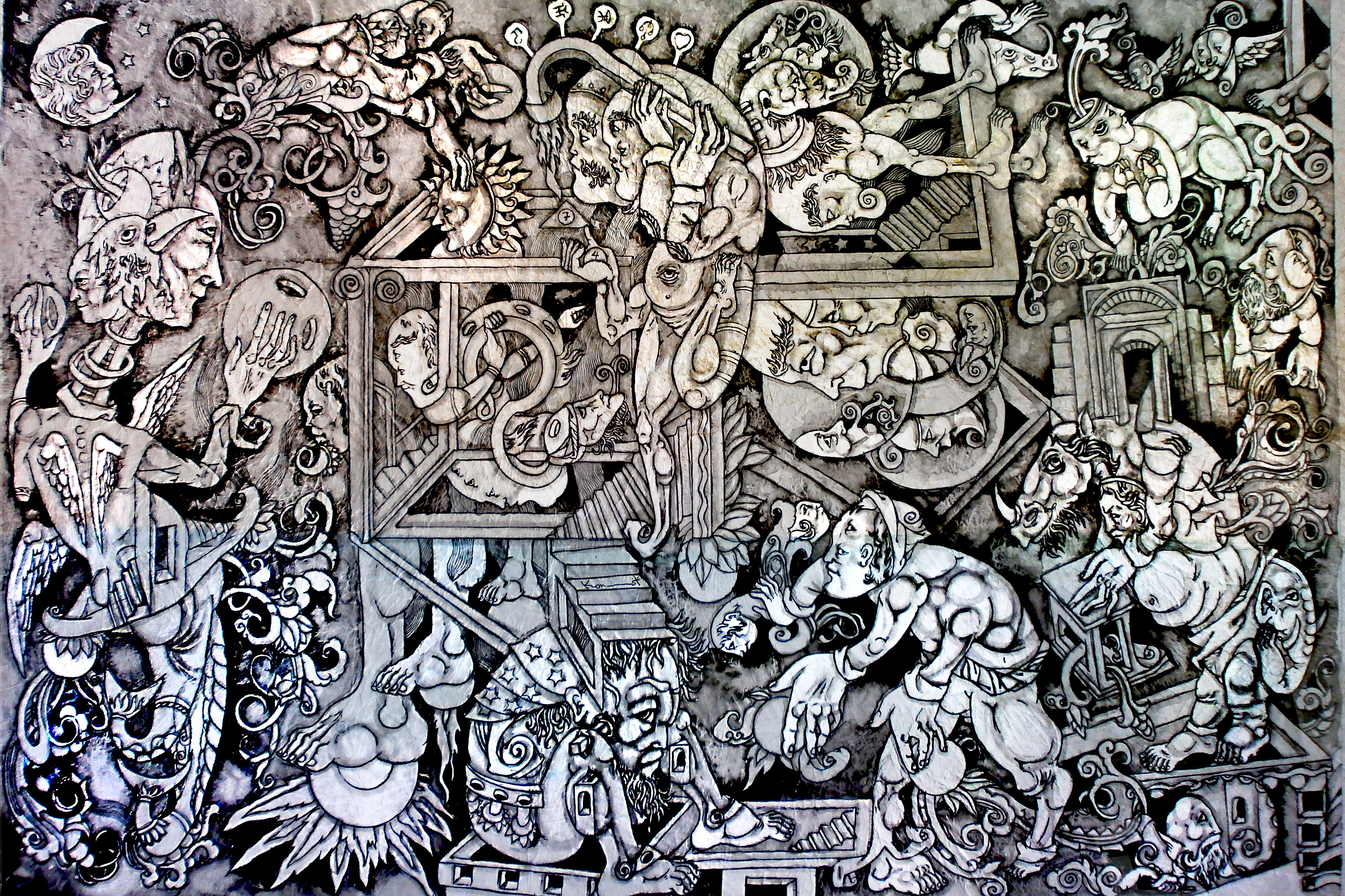
«Пророцтво»

## Виставки та експозиції
- 1986 рік — Групова виставка, «Salon of Association of Galleries of Taiwan», Hong-Kong.
- 1989 рік — Групова виставка «Міські сни», Державний літературний музей, Одеса, Україна.
- 1990 рік — Групова виставка «Містичне мистецтво», Одеський історико-краєзнавчий музей, Одеса, Україна.
- 1991 рік — Персональна виставка, «Музей Марини і Анастасії Цвєтаєвих», Александров, Росія.[9]
- 1991 рік — Персональна виставка. Osuuskuntamuotoinen nettigalleria. Suomeksi, Finland.
- 1992 рік — Артпроєкт «Тиша», спільна візуально-музична дія з елементами хореографії: Каміль Чала (Франція), Сабін Жаме (Франція), Костянтин Скопцов (Україна). Одеський художній музей, Одеса, Україна.
- 1992 рік — Персональна виставка. Taidegalleria Hämeenlinnassa, Turku, Finland.
- 1992 рік — Персональна виставка. Cazots art gallery, Copenhagen, Denmark.
- 1993 рік — Персональна виставка. Галерея «Кримський вал», Центральний будинок художника, Москва, Росія.
- 1993 рік — Групова оглядова виставка «Російське мистецтво. Графіка» (М. Шемякін, А. Звєрєв, В. Яковлєв, О. Рабін, Л. Кропивницький, К. Скопцов). Галерея «Кримський вал», Центральний будинок художника, Москва, Росія.[10]
- 1993 рік — Групова виставка художників-ілюстраторів. Державний літературний музей, Москва, Росія.
- 1994 рік — Групова виставка «Срібна душа Одеси», галерея «ТАСС», Москва, Росія.
- 1995 рік — Персональна виставка. Одеський художній музей, Одеса, Україна.
- 1995 рік — Персональна виставка. Art association Le Fenix, Paris, France.
- 1998 рік — Груповий артпроєкт «Бачу корабель», галерея «Спейс», Москва, Росія.[11]
- 1999 рік — Групова виставка. Манеж — Арт-АКВО, Москва, Росія.
- 1999 рік — Групова виставка «Куди рухається Світло», галерея «Ірена», Київ, Україна.
- 2000 рік — Виставка ілюстрацій в складі експозиції Музею Анастасії та Марини Цвєтаєвих (Александров, Росія) — турне по країнах Європи.
- 2000 рік — Персональна виставка. Nouvelle Academie Libre, Paris, France.
- 2004 рік — Персональна виставка «Запрошення до подорожі». Артклуб «Катерининська площа», Москва, Росія.[12]
- 2005 рік — Групова виставка «Паризька школа українського живопису — 2005», галерея Art association Le Fenix, Paris. France.
- 2007 рік — Персональна виставка «Prospero's Books». Anthony Brunelli Fine Arts Gallery, Binghamton, USA.[13]
- 2009 рік — Персональна виставка «Атестація снів», галерея «Музей Ідей», Львів, Україна.[14]
- 2012 рік — Персональна виставка в рамках артфестивалю «Життя після Євро», галерея «Юзівський Пасаж», Донецьк, Україна.
- 2012 рік — Персональна виставка «Контріллюзії». Галерея сучасного мистецтва NT-Art, Одеса, Україна.[15][16]
- 2013 рік — Персональна експозиція в рамках виставки «Одеська школа. Традиції і актуальність», художній музей «Арт-Донбас», Донецьк, Україна.[17] Один з ініціаторів проєкту.[18]
- 2013 рік — Персональна експозиція в рамках виставки «Одеська школа. Традиції і актуальність», національний культурно-мистецький та музейний комплекс «Мистецький арсенал», Київ, Україна.[19]
- 2013 рік — Персональна виставка «Метаморфози». Галерея сучасного мистецтва NT-Art, Одеса, Україна.[20]
- 2014 рік — Групова виставка «Семантичний сюрреалізм», артрезиденція «Будинок механізатора», Донецьк, Україна.[21]
- 2014 рік — Персональна виставка «У центрі кола», галерея Dymchuk Gallery, Київ, Україна.[22][23]
- 2014 рік — Персональна виставка «У центрі кола», галерея Галерея сучасного мистецтва NT-Art, Одеса, Україна.[24]
- 2015 рік — Персональна експозиція в «Торгово-промисловій палаті України», Київ, Україна.
- 2016 рік — Спільний проєкт «Сакральна геометрія» (Костянтин Скопцов, Вадим Bondero), галерея сучасного мистецтва NT-Art, Одеса, Україна.
- 2018 рік — Персональна виставка «Шлях Символу», виставковий зал Wall Street Business Center, Одеса, Україна.[4][25]
- 2020 рік — Персональна виставка «Притчі майстрів», галерея «Музей Ідей», Львів, Україна.[26]
- 2020 рік — Групова виставка «Сни Гоголя», галерея #ArtOdessa у Літньому театрі в Міськсаду, Одеса, Україна.[27][28]
- 2021 рік — Персональна виставка New Millenium, виставковий зал Wall Street Business Center, Одеса, Україна.[29]